# ادوارد براون (بازیکن فوتبال)
ادوارد براون (انگلیسی: Edward Brown؛ زادهٔ ۲۴ آوریل ۱۸۸۱) بازیکن فوتبال اهل بریتانیا است.
از باشگاه‌هایی که در آن بازی کرده‌است می‌توان به باشگاه فوتبال لینکولن سیتی اشاره کرد.